# Белянский, Андрей Дмитриевич
Андрей Дмитриевич Белянский (11 декабря 1930 — 22 марта 2006) — главный инженер — первый заместитель генерального директора АО «НЛМК» (до 1999 года), Почётный гражданин города Липецка.

## Биография
А. Д. Белянский родился 11 декабря 1930 года в посёлке Белокуракино Белокуракинского района Луганской области УССР. В 1955 году окончил Донецкий политехнический институт по специальности инженер-металлург. Работал вальцовщиком на Новосибирском металлургическом заводе, в 1960 г. перешёл мастером на  Новолипецкий металлургический комбинат. В дальнейшем стал главным инженером ОАО «НЛМК».
В 1995 году Белянский защитил докторскую диссертацию на тему «Разработка и внедрение новых технологий производства листового проката из непрерывнолитых слябов и совершенствование оборудования для их осуществления». Автор научных работ:
- Тонколистовая прокатка. Технология и оборудование. — М., Металлургия, 1994, 380 с. (соавторы — Л. А. Кузнецов, И. В. Франценюк)
- Структура и свойства автолистовой стали. — М., Металлургия, 1996, 175 с. (соавторы — В. Л. Пилюшенко, А. И. Яценко)
- Технология листопрокатного производства. — М., Металлургия, 1997, 272 с. (соавторы — С. Л. Коцарь, Ю. А. Мухин и др.)

А. Д. Белянский избирался председателем профкома комбината, депутатом городского и областного Советов депутатов. При его непосредственной поддержке был возведен молодежно-жилищный комплекс (МЖК) в Юго-Западном жилом районе Липецка.
Большую помощь оказывал А. Д. Белянский в восстановлении православных храмов области. За вклад в возрождение Русской православной церкви Белянский был награждён орденом Преподобного Сергия Радонежского.
Большой вклад внёс А. Д. Белянский в развитие спорта в Липецкой области, в частности волейбола. Благодаря его непосредственной помощи женский волейбольный клуб «Магия» (с 2000 г. — «Стинол») прошёл путь от любительской команды до одного из лучших коллективов страны, участника суперлиги чемпионата России (с 1998 года). До последних своих дней Андрей Дмитриевич являлся почётным президентом волейбольного клуба «Стинол».
В апреле 1999 года А. Д. Белянскому присвоено звание «Почетный гражданин города Липецка».
Умер Андрей Дмитриевич Белянский 22 марта 2006 года.

## Звания
- Доктор технических наук
- Член-корреспондент Российской инженерной академии
- Почётный металлург Российской Федерации
- Лучший изобретатель чёрной металлургии

## Награды, премии
- Орден «За заслуги перед Отечеством» IV степени (8 июня 1998) — за заслуги перед государством, большой вклад в развитие металлургической промышленности и многолетний добросовестный труд[1]
- Два ордена Трудового Красного Знамени
- Орден «Знак Почёта»
- Лауреат Государственной премии СССР (1980, 1989)
- Орден преподобного Сергия Радонежского (РПЦ)

## Увековечение памяти

Улица Белянского в Липецке

29 августа 2006 года имя Белянского присвоено улице в строящемся микрорайоне «Университетский» города Липецка.